# 杨爵
杨爵（1493年—1549年），字伯修，號斛山，陕西富平人。明朝政治人物。

## 生平
二十歲開始读书。家贫，燃薪柴代替烛火。嘉靖七年（1528年）陕西乡试第三名举人，嘉靖八年（1529年）聯捷己丑科会试第二百二十二名，三甲第六名进士，授行人。十一年（1532年）五月选授山东道試御史。嘉靖十八年（1539年）十二月起用，十九年十月實授河南道监察御史。明世宗經年不理朝政，旱災頻傳，有湖廣饑民挈筐操刃，割取路邊的屍體而食。二十年二月因直諫下獄。主事周天佐、御史浦鈜上疏营救，皆被重杖而死。嘉靖二十四年八月被释，不久又入狱。嘉靖二十六年（1547年）十一月，大高玄殿火災，火光中好像有呼杨爵等三人是忠臣，皇帝有感，下詔釋放其出獄。居家二年卒，年五十七。万历二十年（1592年）追谥“忠介”。著《周易辨说》、《中庸解》，这两本著作均由他于狱中所著。

## 评价
毛泽东在阅读《明史·杨爵传》时，于杨爵奏书旁写道批注：“靡不有初”。

## 家族
曾祖杨通。祖父杨整。父杨攀。母李氏。慈侍下。兄杨靖。

## 延伸阅读
[在维基数据编辑]
 《國朝獻徵錄·卷之六十五》，出自焦竑《國朝獻徵錄》
 《明史卷二百〇九》，出自《明史》